# Monolistra pretneri
Monolistra (Microlistra) pretneri là một loài chân đều trong họ Sphaeromatidae. Loài này được Sket miêu tả khoa học năm 1964.